# Elna Jørgen-Jensen
Elna Eleonora Jørgen-Jensen, född Fobian, senare gift Ørnberg, född den 20 mars 1890 i Köpenhamn, död den 18 mars 1969 i Madrid, var en dansk balettdansös (solodansös).
Elna Eleonora Fobian var dotter till handelskontorist Alexander Theobald Larsen och Joachimine Beate Emilie Fobian. Hon adopterades av moderns andre make, rigsdagens byråchef Axel Lauesgaard. Sju år gammal kom hon till balettskolan vid Det Kongelige Teater, och 1907 gjorde hon sin egentliga debut som den goda fen i Riccardo Drigos Harlekins miljoner. År 1910 blev hon solodansös, och samma år gifte hon sig för första gången, med direktören Erik Jørgen-Jensen. Äktenskapet upplöstes 1929.
Jørgen-Jensen dansade en mängd huvudroller, ofta i August Bournonvilles baletter, bland andra Birthe i Et Folkesagn, Ragnhild i Brudefærden i Hardanger och Teresina i Napoli. Vidare gjorde hon Fenella i Daniel-François-Esprit Aubers Den Stumme och titelrollen i August Ennas Gloria Arsena. Hon gjorde flera gästspel i utländska storstäder, och var även skådespelare, dock utan större framgång. Som skådespelare spelade hon bland annat Solveig i Peer Gynt och prinsessan i Der var engang samt medverkade i stumfilmerna Det blå blod (1912) och Lykkens blændverk (1919).
Hon sågs inte bara som sin tids tekniskt främsta dansös, utan var även nyskapande. Hennes dans sågs som mer präglad av energi och kvickhet än av charm och själslig vibration. Från 1928 till sitt avsked 1933 var hon också instruktris vid baletten. År 1922 tilldelades hon medaljen Ingenio et arti, och 1932 fick hon Tagea Brandts rejselegat for kvinder.
År 1932 gifte hon om sig med den fjorton år yngre dansaren Leif Ørnberg. Makarna Ørnberg blev senare under 1930-talet medlemmar av det danska nazistpartiet, Danmarks nationalsocialistiska arbetarparti, och medverkade under 1944–1945 i nazistiska hörspel, sketcher och veckorevyer. År 1946 dömdes Elna Ørnberg till två och ett halvt års fängelse för detta, medan maken Leif dömdes till fem år. Båda fråntogs sin pension från Det Kongelige Teater och Elna fråntogs sin Ingenio et arti-medalj. Efter avtjänat straff flyttade paret till Madrid, där de öppnade en balettskola.